# Oosterend (Texel)
Oosterend ist ein Dorf auf der Insel Texel in den Niederlanden. Es liegt an der Ostküste der Insel, ca. zwei Kilometer vom Deich entfernt.
Traditionell ist die Haupteinnahmequelle des Dorfes die Fischerei. Früher hatte Oosterend einen eigenen Hafen, der jedoch im 19. Jahrhundert versandete. Heute haben die Oosterender Fischer ihre Schiffe im Hafen von Oudeschild liegen.
Die Kirche im früheren Mittelpunkt des Dorfes ist die älteste Kirche Texels. Teile der Kirche datieren vermutlich aus dem 12. Jahrhundert. In früheren Zeiten war sie dem heiligen Martin geweiht.

## Bilder

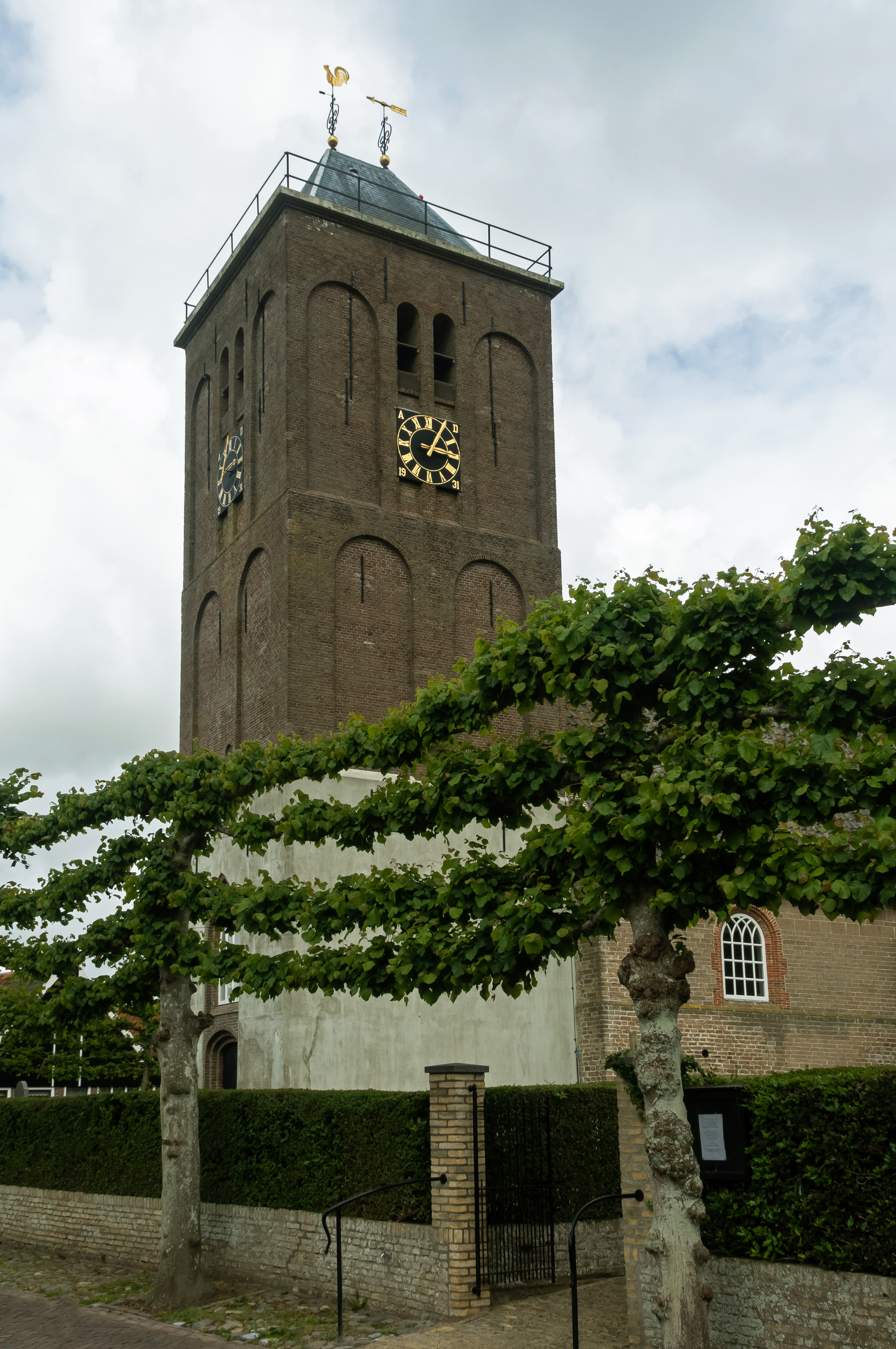
Reformierte Kirche
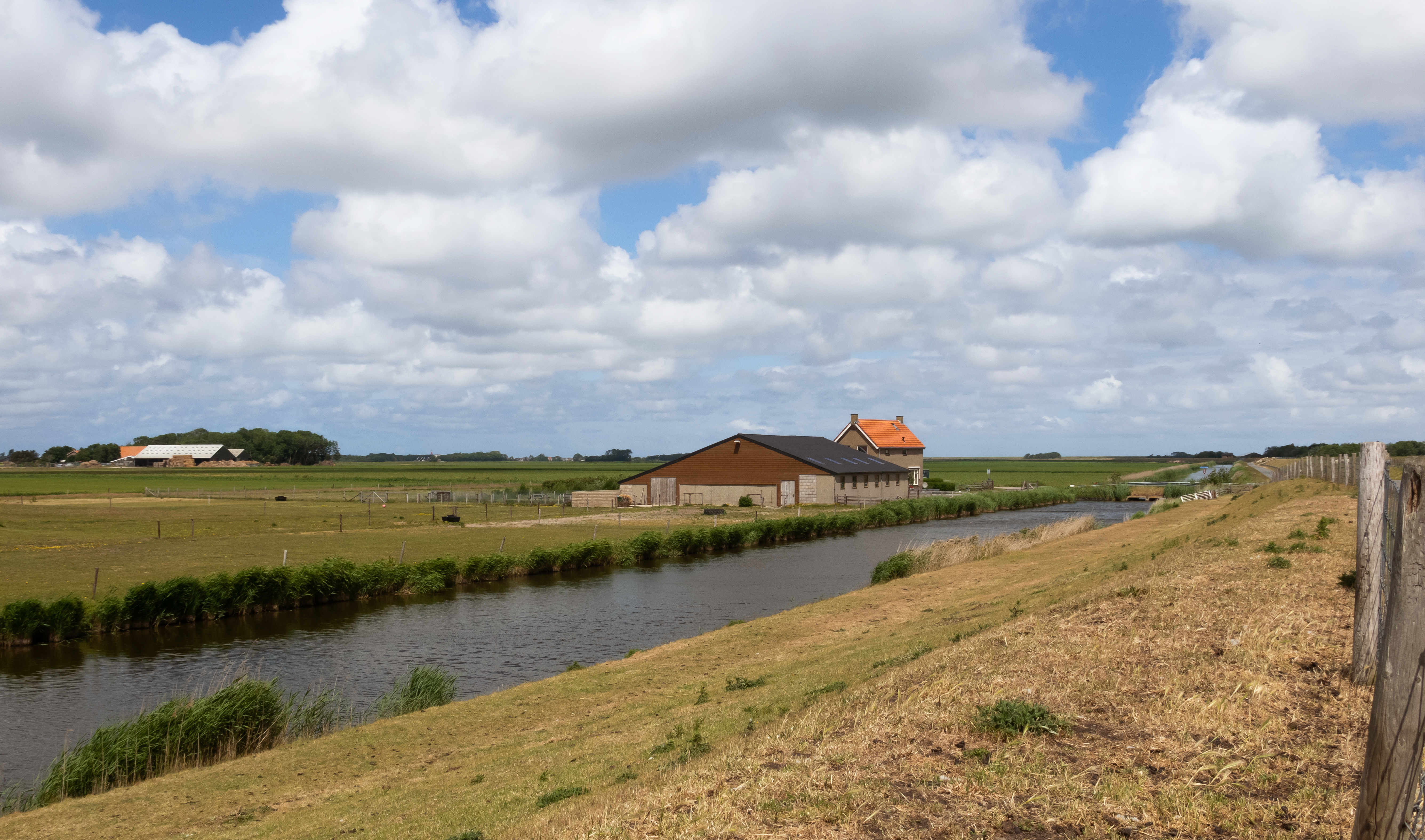
Bauernhof: de Overtoom
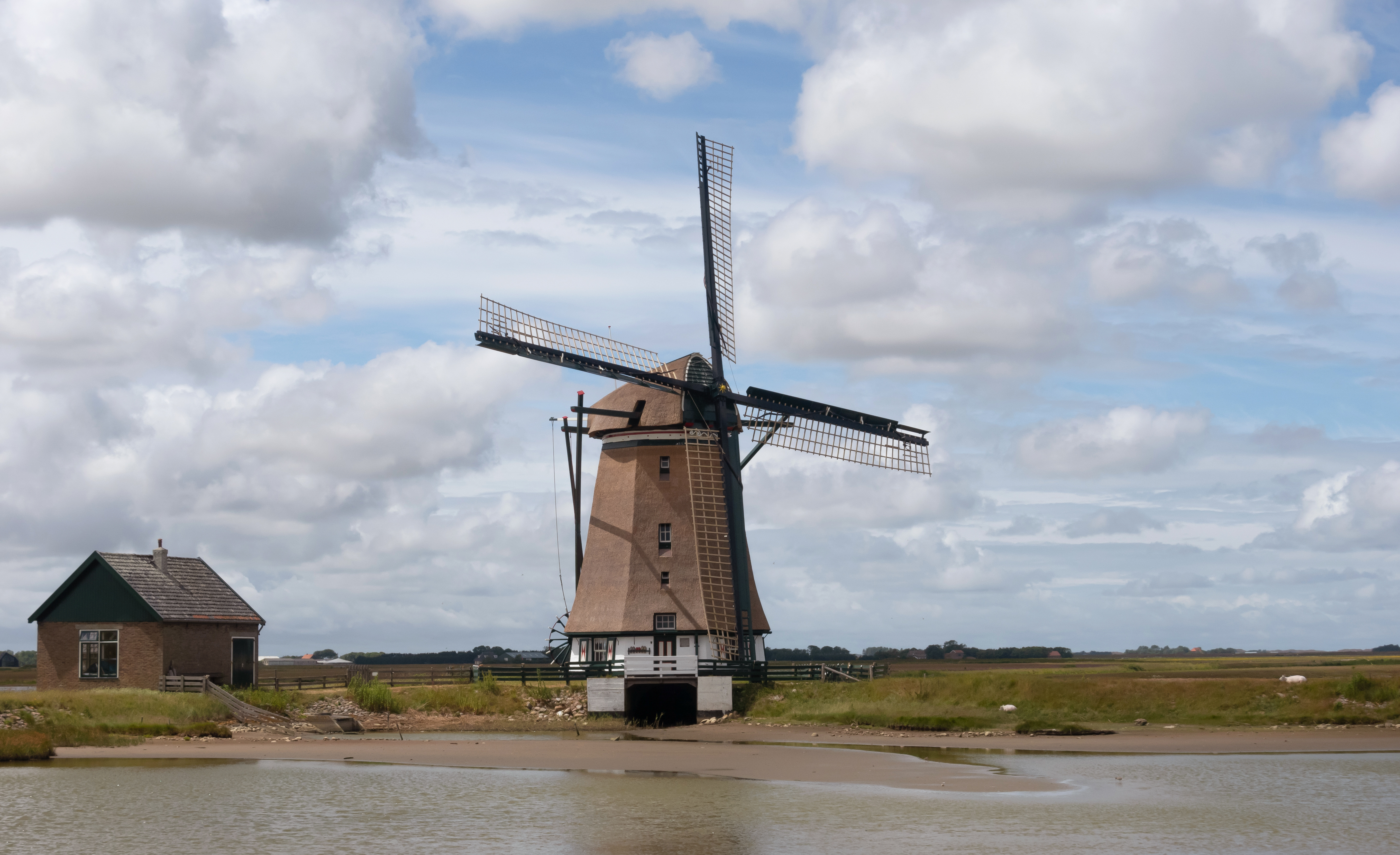
Mühle: poldermolen het Noorden
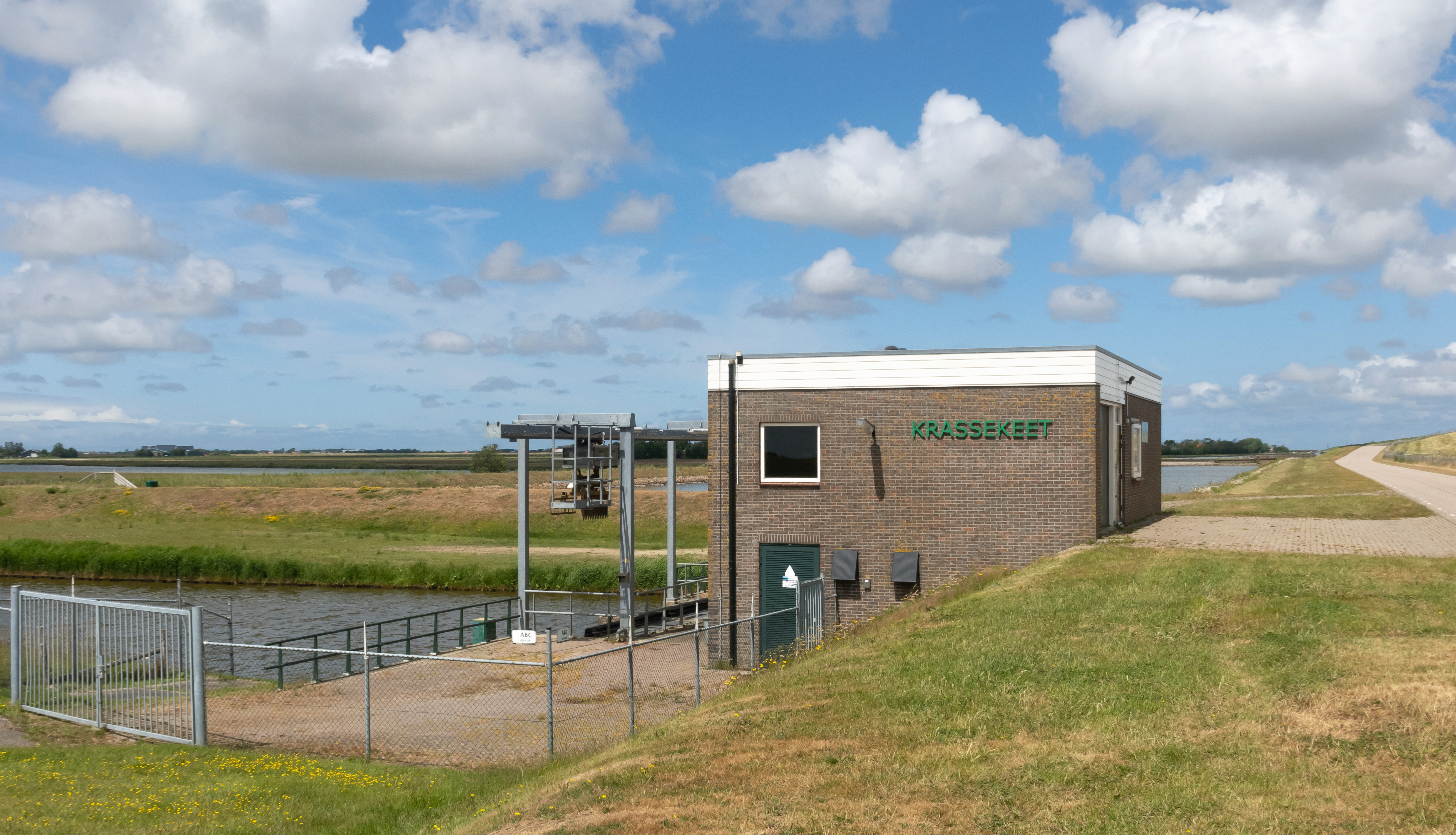
Pumpwerk (pompgemaal Krassekeet) vom Polder des Nordens
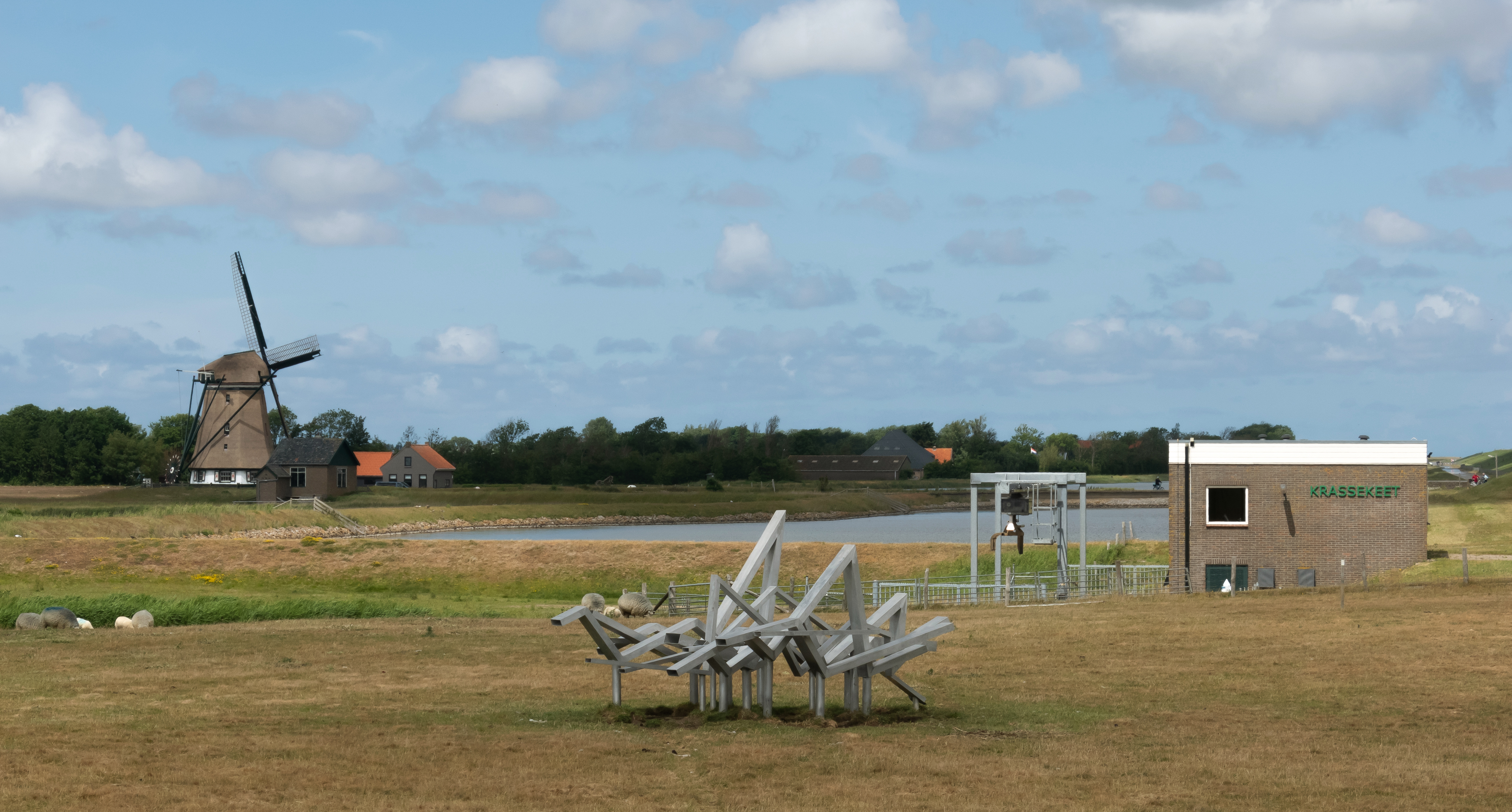
Skulptur Zeitleisten in der Landschaft